# Jessheim
Jessheim is een plaats in de Noorse gemeente Ullensaker, provincie Akershus. Jessheim telt 13.385 inwoners (2007) en heeft een oppervlakte van 7,97 km². De naam Jessheim komt van het Noorse Jasseimr of Jesseímr, waar het eerste deel een onbekende oorsprong heeft. Het tweede deel, heimr, betekent 'thuis'.

## Vervoer

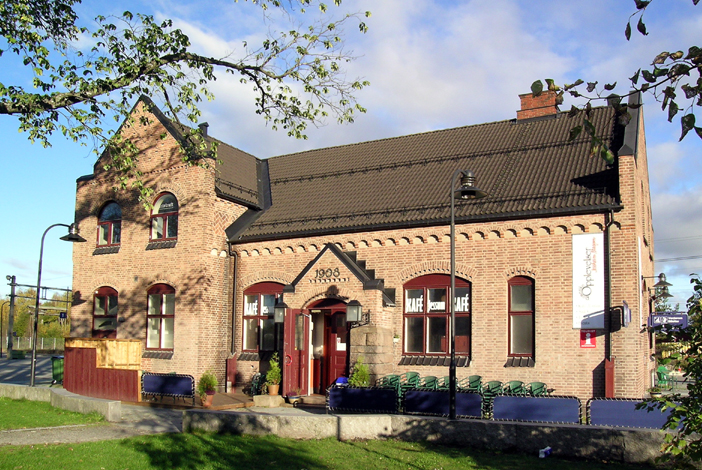
station Jessheim

Jessheim heeft twee stations aan Hovedbanen, Station Jessheim en Nordby holdeplas. Beide geven een verbinding met Oslo.